# تیم دوچرخه‌سواری ویتال کونسپت

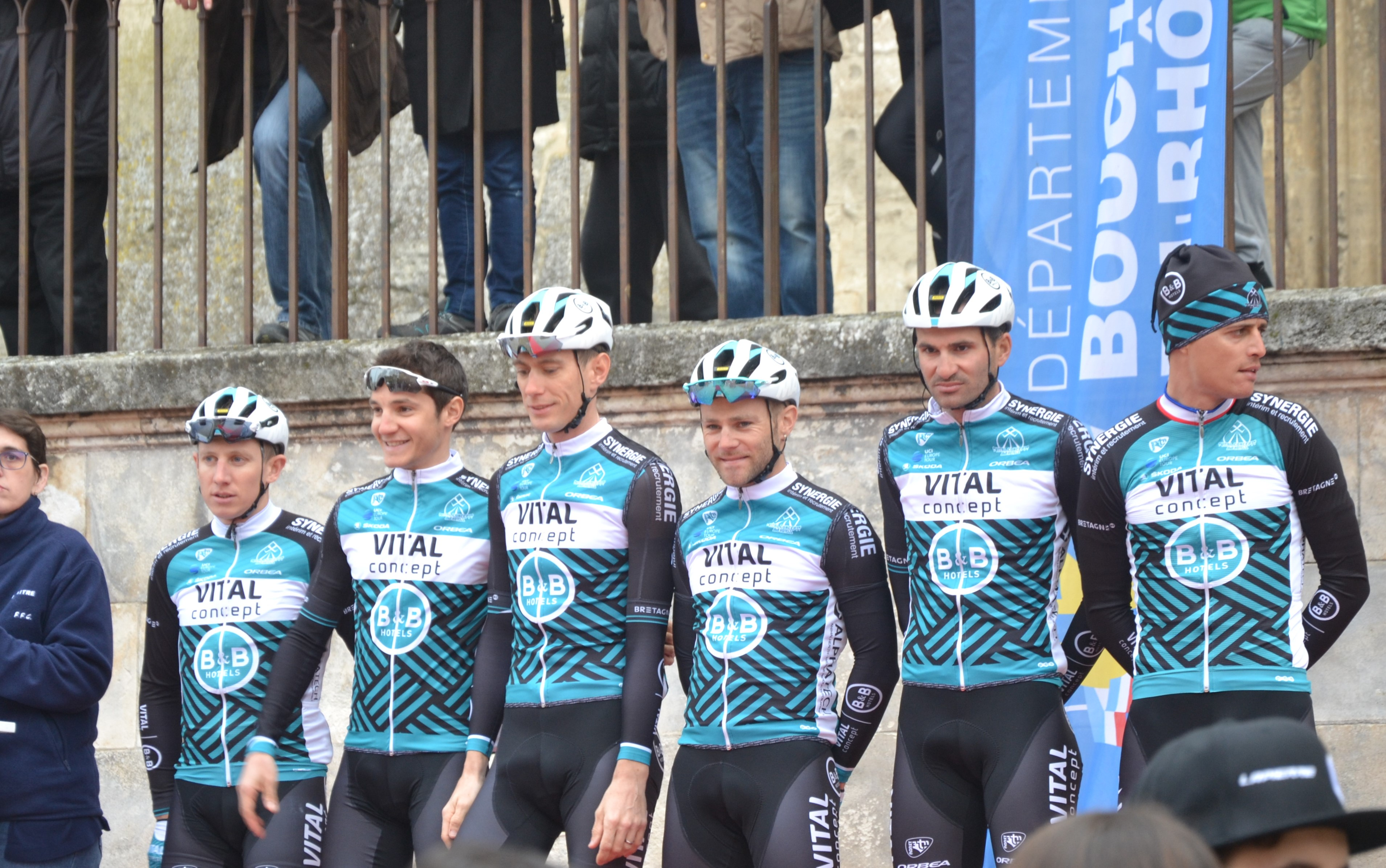
تیم دوچرخه‌سواری ویتال کونسپت

تیم دوچرخه‌سواری ویتال کونسپت (انگلیسی: Vital Concept Cycling Team) یک تیم دوچرخه‌سواری در کشور فرانسه است.
این تیم که در سال ۲۰۱۸ تأسیس شده در تورهای قاره‌ای دوچرخه‌سواری شرکت می‌کند.